# Schaumküsse
Schaumküsse ist ein deutscher Fernsehfilm aus dem Jahr 2009. Die Filmkomödie basiert auf dem gleichnamigen Roman von Susanne Luerweg und Bärbel Schäfer.

## Handlung
Für Lilly Heiden läuft es beruflich äußerst erfolgreich. Nachdem sie sich mit ihrer Catering-Firma selbstständig gemacht hat, erhält sie laufend neue Aufträge. Auch privat ist sie glücklich. Mit ihrem Freund, dem Sportmoderator Christian, zieht sie bald zusammen. Gemeinsam werden sie in bester Lage in einer traumhaften Altbauwohnung wohnen. Doch eine kleine Morgenübelkeit und ein Schwangerschaftstest bestätigen, dass sie bald ein Kind bekommen wird. Sie selbst ist glücklich. Christian hingegen packt die Panik. Er will das Kind nicht. Also trennt sich Lilly von ihm. Dadurch platzt auch der gemeinsame Umzug. 
Aber Lilly bleibt nicht lange allein und die drohende Obdachlosigkeit wird schnell mit einer neuen Wohnung umgangen. Ihr neuer Nachbar und Vermieter Ulli König fängt bald an, die Frau zu umgarnen. Er macht ihr nicht nur den Hof, er gibt ihr auch zu verstehen, dass er sich gerne des Kindes, das Lilly erwartet, annehmen würde. Doch das verunsichert wiederum Lilly, denn ihre Schwangerschaftshormone spielen verrückt. Glücklicherweise findet sie Rat und Beistand bei ihrer ebenfalls schwangeren Freundin Ida. Allerdings entdeckt auch Christian bald seine Vatergefühle und will Lilly zurückerobern.

## Kritiken
„Anspruchslos auf Turbulenz bauende (Fernseh-)Komödie um eher seicht verhandelte Schwangerschafts- und Beziehungsprobleme.“

„Überraschungsarme, putzige Verfilmung eines Romans von Bärbel Schäfer. [...] Vorhersehbarer Süß- und Schmunzelstoff“

## Ausstrahlung
| Datum             | Uhrzeit   | Sender | Zuschauer | Marktanteil |
| ----------------- | --------- | ------ | --------- | ----------- |
| 23. Oktober 2009  | 20:15 Uhr | ARD    | 5,75 Mio. | 18,2 %      |
| 22. Juli 2011     | 20:15 Uhr | ARD    | 4,76 Mio. | 10,2 %      |
| 30. Dezember 2012 | 15:00 Uhr | ARD    | 2,42 Mio. | 13,7 %      |